# Магда Гьобелс
Йохана Мария Магдалена (Магда) Гьобелс (на немски: Johanna Maria Magdalena (Magda) Goebbels; в първия си брак Кванд, родена Беренд, също преди брака Ритшел и Фридлендър (Friedländer); 11 ноември 1901 г., Берлин – 1 май 1945 г., пак там) – съпруга на министъра на народното образование и пропагандата на нацистка Германия Йозеф Гьобелс. Виден член на NSDAP, близък съюзник на Адолф Хитлер.

## Биография
Дъщерята на неомъжената Аугуста Беренд е регистрирана като Йохана Мария Магдалена Беренд. Баща ѝ най-вероятно е инженерът Оскар Ритшел, който се жени за Августа малко след раждането на Магда и я осиновява. Но още през 1904 г. Оскар и Августа се развеждат.
На петгодишна възраст Магда е изпратена в религиозно училище в белгийския град Вилворде. Скоро майка ѝ се омъжва за еврейския индустриалец Рихард Фридлендер (на немски: Richard FriedländerRichard Friedländer) и Магда започва да носи неговото фамилно име. След избухването на Първата световна война семейството е принудено да напусне Белгия и се завръща в Берлин, където Магда отива в лицей. През 1919 г. тя става ученичка в престижен пансион за момичета в Холцхаузен, близо до древния град Гослар.
През зимата на 1920 г., връщайки се в пансиона от ваканция от Берлин, осемнадесетгодишната Магда се среща в купето на влака с големия немски индустриалец Гюнтер Кванд. На 28 юли 1920 г. е годежът. По желание на бъдещия си съпруг Магда преминава от католическата църква към протестантската църква. Тя сменя фамилията си Фридландер с фамилията на истинския си баща. На 4 януари 1921 г. бракосъчетават се в Бад Годесберг. Булката още няма 19 години, а младоженецът вече е на 39 години. Двамата непълнолетни синове на Кванд (Хелмут и Херберт) не са много по-млади от своята мащеха. През ноември 1921 г. се ражда Харалд, единственото дете от този брак.
Скоро Магда се разочарова от брака си. Съпрузите се оказват различни хора. Гюнтер е дребнав, лишен от хумор, скучен човек, който не се интересува нито от изкуство, нито от развлечения. Той живее по строг график, в който няма място за празници, социални събития и приеми. Магда се оказва напълно лишена от независимост, с привидно неограничени възможности. Освен това Кванд осиновява три деца на своя починал приятел, оставяйки младата си съпруга да отговаря за отглеждането на шест деца. На всичкото отгоре Магда не е в добри отношения с консервативните роднини на съпруга си, които не одобрявали прибързания им брак.
През 1927 г. тя придружава съпруга си в командировка в САЩ и очарова висшето общество на Ню Йорк с елегантността си. Неин почитател е племенникът на американския президент Хърбърт Хувър, който впоследствие ѝ предлага ръката и сърцето си повече от веднъж.
След завръщането си от Америка отношенията между съпрузите Куанд се влошават и Магда намира утеха отстрани. Любовникът ѝ е връстник, когото познава от училище. В светлината на последвалия брак на Магда, нейната връзка, която става причина за развода ѝ с Кванд, изглежда толкова невероятна и двусмислена, че в първите биографии на Йозеф Гьобелс любовникът на бъдещата му съпруга е шифрован под псевдонима „студент Ханс“.
Този „ученик“ е Виктор Арлозоров, емигрант от Русия и по-късно виден ционист. Магда го запознава чрез[ неясно? ] по-малката му сестра Лиза, с която учи в пансион за благородни девойки. Предполага се, че връзката с Арлозоров продължава от края на 1928 г. до пролетта на 1932 г.
След като научава за тази афера, разгневеният Кванд искал да изхвърли невярната си жена на улицата, без дори да ѝ даде време да опакова багажа си. Магда обаче намира контрааргумент. Тя открадва писма, уличаващи Куанд, писани от жени от ниска класа. На 4 юли 1929 г. бракът е разтрогнат. Кванд не пести: Магда получава месечна помощ от 4000 райхсмарки, 50 000 райхсмарки за нов апартамент на Райхсканцлерплац, 20 000 за евентуални болнични разходи, както и безплатно ползване на имението Северин. Според условията на развода Харалд трябва да остане с майка си, докато тя се омъжи повторно.
В Берлин, докато е на един от конгресите на NSDAP, Магда е изумена от речите на младия партиен активист Йозеф Гьобелс. На 1 септември 1930 г. тя влиза в партията и бързо прави кариера там. Скоро тя получава позицията на асистент на Гьобелс. На 19 декември 1931 г. те регистрират връзката си; Адолф Хитлер е свидетел на сватбата. Този брак ражда шест деца. След избухването на Втората световна война Магда с ентусиазъм работи в отдела на съпруга си, пътува по света, подкрепя войските и утешава вдовиците на войници, убити във войната.
През 1944 г. тя е много болна, страда от нервни разстройства, причинени от очакването за скорошно поражение във войната, и прекарва известно време в болницата. В края на април 1945 г. Червената армия наближава Берлин и на 30 април Адолф Хитлер се самоубива. Малко преди това, очаквайки тъжен край, Магда пише писмо до първия си син, който по това време е в лагер за военнопленници в Северна Африка:
| „ | Светът, който ще дойде след Фюрера, не си струва да живеем в него. Затова взимам децата с мен, когато го напускам. Жалко е да ги оставим да живеят в живота, който ще дойде. Милосърдният Бог ще разбере защо реших сам да се заема със спасението си. | “ |

На 1 май всичките шест деца на двойката Гьобелс получават морфинови инжекции, след което на всяко е поставена ампула калиев цианид в устата и натрошена. Дали самата Магда е участвала в убийството на децата, или то е поверено на лекаря, историците не могат да кажат със сигурност. Около час след убийството на децата Йозеф и Магда Гьобелс приемат ампули с калиев цианид. На 2 май 1945 г. около 17 часа съветските войници намират техните полуизгорели трупове в градината на Райхсканцлерството близо до входа на бункера.
Най-големият син на Магда от първия ѝ брак, Харалд Кванд, оцелява след войната.